# Proces (powieść)
Proces (niem. Der Prozeß) – surrealistyczna powieść Franza Kafki. Pisarz rozpoczął pracę nad nią w roku 1914. Została wydana pośmiertnie, wbrew woli autora, przez jego przyjaciela Maksa Broda w roku 1925.
Pierwsze polskie wydanie w przekładzie Józefiny Szelińskiej, którego korekty dokonał Bruno Schulz i pod którego nazwiskiem ukazało się tłumaczenie, pochodzi z roku 1936. W 2008 opublikowano nowy przekład autorstwa Jakuba Ekiera.

## Geneza powieści
Impulsem do napisania utworu było dla Kafki zerwanie zaręczyn z narzeczoną Felicją Bauer. Według wstępnych założeń pisarza powieść ta miała być krótkim opowiadaniem na temat konfliktów ojca z synem. Dopiero w trakcie pisania urosła ona do rangi, jaką znamy dzisiaj. Kafka pisał Proces dość chaotycznie.

## Fabuła
Głównym bohaterem powieści jest Józef K., kawaler, prokurent bankowy, mieszkający w mieście, określanym jako „stolica”. Pewnego dnia budzi się w swoim mieszkaniu i zostaje zaskoczony najściem urzędników, którzy oświadczają mu, że zostaje aresztowany, mimo iż nic złego nie popełnił. Mimo aresztowania może prowadzić normalne życie, musi jedynie pozostać do dyspozycji sądu. Pomimo pozorów normalności w życiu K. następuje seria absurdalnych, niezrozumiałych wydarzeń. Wiadomość o aresztowaniu dochodzi do wszystkich znajomych Józefa, który staje się dla nich pariasem. Na przesłuchaniach K. nieudolnie protestuje przeciwko osaczeniu go przez władzę sądową, nie udaje mu się jednak zmienić tej sytuacji. Wobec tego szuka pomocy u innych: żony woźnego sądowego (która okazuje się prostytutką), wuja Karola, prawnika Hulda, malarza sądowego Titorelliego, innego oskarżonego – Blocka, w końcu u więziennego kapelana (który stara się naświetlić jego sytuację poprzez przypowieść). Uzyskane przez niego informacje są jednak niepełne i niespójne.

## ŚwiatProcesu
Niezwykła popularność i fascynacja twórczością Kafki wynika głównie z unikatowej atmosfery jego powieści. Podkreśla się zwykle następujące cechy „świata Kafki”:
- Absurd (surrealizm) – jest konwencją literacką dominującą niemal we wszystkich utworach pisarza (uważa się, że utwory Kafki „przetarły szlaki” do dominacji tej konwencji w literaturze XX wieku). W Procesie należy wyróżnić: absurd sytuacyjny (np. scena „biczowania” urzędników w banku), absurd postaci (np. przewodniczący sądu) i absurd psychologiczno-mentalny (widoczny np. w stosunku głównego bohatera do procesu). Badacze literatury podkreślają powiązanie wyboru tej konwencji literackiej z wymową powieści.
- Atmosfera grozy – opisany świat wydaje się czytelnikowi potworny – ludzie są w nim osaczeni, pozbawieni podstawowych praw, czują się wyalienowani, pozbawieni pomocy, opieki. Kafka umyślnie wybiera na miejsce akcji pomieszczenia wyjątkowo odpychające: odludne uliczki; ciemne, stare strychy; korytarze; gotycką katedrę.
- Oniryzm – wynika z dwóch pozostałych – atmosfera Procesu kojarzy się z sennym koszmarem.

## Interpretacja powieści
Nie ma chyba drugiego utworu w historii literatury, o którego interpretację toczono by takie spory, jak w przypadku Procesu. Wynika to z trudności, jakie przed swymi czytelnikami mnożył sam Kafka (nieukończone fragmenty, zakaz wydania powieści). Problem stanowi już sama klasyfikacja powieści. Wymienia się trzy formy wyrazu, którym jest ona pokrewna: powieść – parabola, moralitet i traktat teologiczny. O ile część hipotez zazębia się i nawzajem uzupełnia, to niektóre zupełnie się wykluczają. Problem jest o tyle złożony, że niemal każdy czytelnik wysuwa własną hipotezę, kompilując zwykle kilka najpopularniejszych.
Najczęściej wysuwane hipotezy interpretacyjne Procesu:
- Opowieść o totalitaryzmie – w powieści instytucją totalitarną jest sąd, który osacza skazańca, odbiera mu prawo do normalności, do prywatności. Jest siłą wszechwładną, która aresztuje obywateli bez przyczyny, pozbawia prawa do obrony (nawet nie objaśnia im ich winy), i po absurdalnym procesie uśmierca. Malarz Titorelli stwierdza, że „wszystko należy do sądu” i tak jest istotnie w świecie Kafki. Urzędy sądowe mieszczą się niemal w każdym budynku. W pewnym momencie K. z przerażeniem zauważa, że wszyscy ludzie, z którymi miał do tej pory styczność, są w pewien sposób związani z sądem. Bohater odkrywa ironiczność sytuacji – jest aresztowany, ale teoretycznie wolny, choć sąd go kontroluje i wpływa na całe jego życie. Badacze literatury uważają, że Kafka poddał tu krytyce aparat biurokracji monarchii austro-węgierskiej, z którym sam zmagał się przez wiele lat, jako urzędnik.
- Opowieść o samotności – Józef K. jest postacią całkowicie samotną. Jest kawalerem, nie ma bliższej rodziny, a z dalszą nie utrzymuje kontaktów. Dopiero proces, ogromne wyzwanie (symbol trudności życiowej) zmusza go, do szukania pomocy u innych. Mimo to z żadnym człowiekiem nie stara się utrzymać bliższej relacji, zresztą nie umie jej nawiązać (co widać na przykładzie jego kochanki Leni). Dopiero w chwili śmierci zauważa człowieka – „Kto to był? Przyjaciel? Dobry człowiek? Ktoś kto współczuł? Ktoś, kto chciał pomóc? Byłże to ktoś jeden? Czy to byli wszyscy?”. Cytat ten świadczy o możliwości wyjścia z samotności, o ratunku, który przychodzi jednak (w tym przypadku) zbyt późno. Interpretacja ta oparta jest na biografii Kafki, który był człowiekiem wyalienowanym (zarówno ze społeczeństwa, jak i z własnej rodziny), przez całe życie zmagającym się z samotnością.
- Opowieść o odpowiedzialności za własne życie (sformułowana przez Ericha Fromma)[2] – Według hipotezy słynnego socjologa i psychoanalityka K. jest człowiekiem, który nie umie wziąć odpowiedzialności za własną egzystencję. Nie stać go na poświęcenie się (choćby w najmniejszym stopniu) jakiejkolwiek idei. Prowadzi nudne, monotonne życie, pozbawione wartości. Jest w zasadzie człowiekiem zbędnym, nieprzydatnym ani społeczeństwu, ani nawet żadnej jednostce. Dla Fromma tytułowy proces jest ostatnim momentem, w którym K. może odmienić swoje życie. Ale on wciąż błądzi, nie umie wziąć spraw w swoje ręce, okazuje się uzależniony od innych, chce zrzucić na innych odpowiedzialność „usprawiedliwienia własnej egzystencji”. Fromm wyróżnia tu dwa rodzaje sumienia: sumienie humanistyczne i sumienie autorytatywne. Pierwsze przemawia do K. ustami księdza, drugie nakazami sądu. Sąd występuje tu jako instytucja zupełnie zdemoralizowana i jednoznacznie zła, prowadząca prostą drogą do zagłady. Ksiądz z kolei, mimo że jest kapelanem więziennym, reprezentuje tu jedyną siłę, która jest w stanie ocalić K. Aby to zrobić ksiądz odwołuje się do uczuć Józefa, ale jego słowa trafiają w próżnię. K. przemieni się dopiero na chwilę przed śmiercią, kiedy widząc zupełnie obcą osobę, zaczyna wierzyć w najważniejsze dla człowieka sprawy, tj. miłość, przyjaźń, zdolność poświęcenia się dla innych. Jak pisze Fromm w analizie Procesu: Dopiero w obliczu śmierci przerażenie wlało w niego moc pozwalającą mu uświadomić sobie możliwość przyjaźni i miłości, i – co paradoksalne – w chwili śmierci po raz pierwszy uwierzył w życie.
- Opowieść o winie i karze:
  - Niektórzy czytelnicy dopatrują się klucza do interpretacji powieści w początkowym sformułowaniu, jakoby K. „nic złego nie popełnił”, a częściowo też na przypowieści księdza. Według nich jest to świadomy zabieg autora, który wprowadza błędne założenie na początku i wraz z rozwojem akcji prowadzi czytelnika do właściwej konkluzji. Dla tej grupy interpretatorów K. został słusznie ukarany za bierną postawę wobec życia, czy szerzej – wobec zła. Należy przyjąć, że sąd jest instytucją jednoznacznie złą, zdemoralizowaną (niektórzy wprost utożsamiają go z szatanem). Stąd absurdalność aresztowania – człowiek styka się ze złem, które jest naturalnym elementem naszego życia. Nie ma ono przyczyny, tak samo, jak w przypadku K. nie ma zarzutów. Jeżeli zło dotyka człowieka słabego i biernego, który nie umie mu się przeciwstawić, zaczyna go omotywać (tak właśnie sąd omotuje Józefa). K. szuka co prawda pomocy u innych, ale nikt nie daje mu odpowiedzi na najważniejsze pytanie – jak postępować z sądem, tak samo, jak żaden człowiek nie zna sposobu jak poradzić sobie ze złem. Na to ważne pytanie każda jednostka musi odpowiedzieć sobie sama, do czego K. jest niezdolny. W końcu tytułowy „proces” staje się jego obsesją i prowadzi do śmierci. W tym przypadku kara, wymierzona K. jest sprawiedliwa – zło zdominowało człowieka, który niejako „wykopał sobie grób własnymi rękoma”.
  - Według innej wersji tytułowy „proces”, to nasze życie, którego nie jesteśmy w stanie wygrać (nikt nie jest w stanie do końca wykorzystać szansy, jaką jest możliwość egzystencji) – zawsze kończy się śmiercią. Stąd K. to postać-symbol, utożsamiana z ludzkością, która wciąż szuka sposobu na życie, ale nigdy go nie pozna (tak samo jak skazany z przypowieści nigdy nie zobaczy „sprawiedliwości”). Przywołując nawiązania literackie, można wspomnieć o królu Edypie z tragedii Sofoklesa. Józef K. jest jego zupełnym przeciwieństwem – o ile Edyp rozpaczliwie próbuje uwolnić się od fatum życia, o tyle K. odnosi się do niego biernie.
- Interpretacja teologiczna – Max Brod zaraz po śmierci pisarza, wysunął oryginalną interpretację, opartą na całości twórczości Kafki, oraz naukach kabalistycznych. Według niego Proces jest częścią cyklu, obejmującego jeszcze powieść Zamek. Z tych dwóch utworów wysnuwa się obraz starotestamentowego Boga, który według Kabały objawia się pod postacią sądu (Proces) i łaski (Zamek). W tej interpretacji K. jest utożsamiany z Hiobem, który najpierw zostaje doświadczony złem, a później dobrem. Przez pewien czas ta interpretacja cieszyła się dużym powodzeniem, by z czasem zostać odrzucona, jako zbyt „płytka”.
- Opowieść o sprawiedliwości oraz krytyka sądu – według tej interpretacji Kafka w „Procesie” chciał pokazać, że wskutek działania czynnika ludzkiego i nadmiernej biurokracji implementacja prawa oraz dążenie do sprawiedliwości wzajemnie się wykluczają. Przy tym prawo jest postrzegane jako element ludzki, zaś sprawiedliwość jako wartość uniwersalna. Sąd staje się przy tym symbolem wadliwego wymierzania sprawiedliwości, zaś poprzez likwidację trójpodziału adwokat-prokurator-sąd – będącego podstawą państwa prawa – zachwiany jest cały wymiar sprawiedliwości, który nie dąży do poznania prawdy, lecz do zamknięcia sprawy kosztem prawdy. „Proces” jest zatem przypowieścią ostrzegającą przed tym, jak samowola człowieka nieodwołującego się do żadnych wartości niszczy współżycie społeczne oraz uniwersalne zasady. Ofiarą tego jest bohater „Procesu” Józef K.[3]

## Czas i miejsce akcji
Przedstawione w powieści wydarzenia rozgrywają się w ciągu 30. roku życia bohatera, w stolicy. Akcja rozpoczyna się pewnego dnia rano: „Kucharka, pani Grubach, jego gospodyni, przynosząca mu śniadanie codziennie rano około ósmej godziny rano, tym razem nie przyszła.” Większość wydarzeń rozgrywa się w ciemnych, dusznych pomieszczeniach, w labiryntach budynków, lokatorskich ciasnych mieszkaniach, w banku, w salach sądowych i katedrze. Wszystko dzieje się w półmroku, w półcieniu, w mętnym świetle.

## Nawiązania kulturowe
Nawiązania do Procesu występują w różnych dziedzinach sztuki:
- kino – Proces został w 1962 zekranizowany przez Orsona Wellesa, z Anthonym Perkinsem (w roli Józefa K.) i Romy Schneider; film z 1993 z Kyle’em MacLachlanem w roli K. i Anthonim Hopkinsem w roli Księdza oparto na adaptacji Harolda Pintera,
- serial telewizyjny – nawiązaniem do utworu Kafki był 266. odcinek serialu Świat według Kiepskich pt. „Ferdynand K.”,
- muzyka – album Der Prozess grupy Armia z 2009 został inspirowany utworem Proces. Grupa Pidżama Porno nagrała utwór Józef K. nawiązujący do Procesu. Na albumie „Republika marzeń” nagranym przez toruński zespół Republika znajduje się utwór „Józef K.”, który również jest nawiązaniem do powieści Kafki.
- literatura – wielu pisarzy nawiązywało do powieści Kafki. Jednym z przykładów może być zbiór opowiadań zatytułowany Przygody K (2007) Krzysztofa Gedroycia, w którym wszystkie opowiadania łączy z Procesem postać głównego bohatera, tajemniczego K.[4]

### Adaptacje teatralne
Powieść Kafki była wielokrotnie adaptowana na potrzeby sceny.
- 8 kwietnia 1972: spektakl Teatru Narodowego w reżyserii Adama Hanuszkiewicza
- 13 lipca 1973: spektakl Starego Teatru w Krakowie w reżyserii Jerzego Jarockiego
- 26 marca 1983: spektakl Teatru Polskiego w Poznaniu w reżyserii Lecha Raczaka
- 29 marca 2008: spektakl Teatru Współczesnego w Warszawie w reżyserii Macieja Englerta
- 15 listopada 2017: spektakl Nowego Teatru w Warszawie w reżyserii Krystiana Lupy[5]

Teatr Telewizji i Teatr Polskiego Radia
- 16 listopada 1980: spektakl Teatru Telewizji w reżyserii Agnieszki Holland i Laco Adamika
- 5 grudnia 2009: spektakl Teatru Polskiego Radia w reżyserii Jana Warenyci